# Мелиссины
Мелиссино, Мелиссин, Мелиссинос (греч. Μελισσηνός) — древний дворянский род византийского происхождения, одна из ветвей которого в XVIII веке проживала в России.

## В Византии
Мелиссины — один из старейших аристократических родов средневизантийского периода. Михаил Мелиссин был любимцем императора Константина V Копронима (718—775), который женил его на сестре своей жены Евдокии. В этом браке родился Феодот Касситера, в (815-821) занимавший патриаршую кафедру в Константинополе.
В XI веке Мелиссины упоминаются, как землевладельцы и военачальники во Фригии. По линии матери принадлежал к этому роду генерал Никифор Мелиссин († 1104), женатый на сестре императора Алексея Комнина. Он был провозглашен в Азии императором (1081), но при вступлении на престол шурина довольствовался званием цезаря и деспота в Солуни.
В последующие столетия Мелиссины упоминаются в источниках лишь эпизодически. Поколенные родословные, производящие позднейших Мелиссинов от родственника императора Михаила I, были сочинены в XVI или XVII в. в окружении митрополита Никифора Мелиссина и не заслуживают доверия.
Согласно поздним преданиям, некий Николай Мелиссинос переселился (около 1462) на остров Кандию, а затем в Кефалонию. В XVII—XX вв. носители фамилии Мелиссино жили на разных островах Средиземного моря, однако их происхождение от византийских нобилей проблематично (доказательства его отсутствуют).

## В России
Род Мелиссино происходит от знатнейшей греческой фамилии, пребывавшей в Константинополе (до 1182), а потом переселившаяся на остров Крит, пожалованного ему императором Алексеем Комнином, 12-ти фамилиям вельмож Архондополии, в числе которых была и фамилия Мелиссино. Произошедший из этой фамилии Никифор Мелиссин († 1104), имел в супружестве сестру греческого императора Алексея Комнина. Потомок сего рода Рихард Мелиссино, оставя на острове Крит своё недвижимое имение, переселился в Кефалонию (около 1462), из которой Иван Афанасьевич Мелиссино († 1758), выехал в Россию, в качестве медика при Петре Великом, затем пожалован президентом коммерц-коллегии (1740). Жена Анна Ивановна († 1758).
Их сыновья:
- Иван Иванович (1718—1795) — академик Российской академии, директор Московского университета (1757—1763).
- Пётр Иванович (1726—1797) — реформатор русской артиллерии, первый в России генерал от артиллерии.
  - Алексей Петрович, сын предыдущего, генерал-майор; убит под Дрезденом (1813), с ним пресёкся род Мелиссино в России[1][2][3].